# Прозорливый (эсминец, 1957)
Эскадренный миноносец «Прозорливый» — второй корабль проекта 56-М, также известного как тип «Бедовый» (код НАТО — «Kildin»), построенный для Советского Военно-Морского Флота в 1950-х годах. Впоследствии был модернизирован по проекту 56-У.

## История
7 октября 1955 года ЭМ «Прозорливый» был зачислен в списки кораблей ВМФ, и 1 сентября 1956 года заложен на заводе №445 (Николаев), по проекту 56; достраивался по проекту 56-М, и 30 июля 1957 года спущен на воду. 
30 декабря 1958 года ЭМ «Прозорливый» вступил в строй, 8 марта 1960 года — включён в состав Краснознамённого Черноморского флота (КЧФ).
8 марта 1965 года из-за штурманской ошибки - неправильного учёта течения - БРК «Прозорливый» сел на мель у Мангалии (побережье Румынии).  
19 мая 1966 года ЭМ «Прозорливый» был переклассификации в Большой ракетный корабль (БРК), 1 февраля 1977 года — в Большой противолодочный корабль (БПК), и 3 августа 1977 года снова возвращен в класс БРК. 
В 1976—1977 годах ЭМ «Прозорливый» был модернизирован на «Севморзаводе» (Севастополь) по проекту 56-У.
С октября 1977 года по май 1978 года находился на боевой службе в районе Анголы с заходом в порт Луанда. 
25 августа 1978 года «Прозорливый» был причислен к Балтийскому флоту (КБФ). 
В июне 1979 года БРК «Прозорливый» нанёс визит в Хельсинки (Финляндия), а осенью, в период с сентября 1979 года по июль  1980 года  «Прозорливый» повторно выполнял боевые задачи по оказанию помощи вооруженным силам Анголы.
Июль 1981 - участие в совместных учениях социалистических флотов по повышению боевой готовности.
Первые числа ноября 1981 - участие в освобождении подводной лодки С-363 из шведской ВМБ Карлскруна.
24 июня 1991 года «Прозорливый» был выведен из состава ВМФ в связи с передачей в ОФИ для демонтажа и реализации, расформирован 1 октября 1991 года.

## Командиры
- декабрь 1956 — март 1961 — капитан 2 ранга Решетов Сергей Никитович
- 1979 — 1981 — капитан 3 ранга Лякин Виктор Фёдорович [4]

## Вооружение
Согласно проекту 56-М, на «Прозорливом» стояли:
- Пусковая установка СМ-59, для пуска 8 ракет КСЩ (Корабельный снаряд «Щука»), с системой управления СУ «Кипарис-56М»;
- Четыре четырёхствольных 57-мм автомата ЗИФ-75;
- Два двутрубных 533-мм торпедных аппарата (ТА);
- Две реактивные бомбомётные установки РБУ-2500 (под РГБ-25 снаряд; 128 шт.).

После модернизации по проекту 56-У, признанный устаревшим комплекс КСЩ, был заменён на две автоматические 76-мм установки АК-276 и четыре Противокорабельных ракетных комплекса (ПКРК) для П-15М «Термит» (код НАТО — SS-N-2 Styx).